# Lluís Serrahima i Villavecchia
Lluís Serrahima i Villavecchia (Barcelona, 19 d'agost de 1931 - 26 de juliol de 2020) fou un escriptor català, promotor del grup Els Setze Jutges dins el moviment de la Nova Cançó catalana. Fill de Maurici Serrahima i Bofill i de Carme Villavecchia i Dotti, es va llicenciar en dret. El seu article Ens calen cançons d'ara, publicat el 1959 a Germinàbit és considerat el text fundacional del moviment.
Tot i que va actuar diverses vegades en públic interpretant alguns temes propis (va cantar Jo soc pansit com la lluna a la sessió celebrada al CICF el 19 de desembre del 1961), no va enregistrar cap disc i va abandonar aviat els escenaris, tot i que continuà escrivint ara i adés textos per a altres intèrprets: Miquel Porter i Moix (Soc un burgès), Els 4 Gats (Cla i Cat), Maria del Mar Bonet (Què volen aquesta gent?), etc.
A mitjans de la dècada del 1980 la Generalitat de Catalunya el va posar al capdavant d'un departament dedicat a la cançó en totes les seves manifestacions, sent nomenat el 1986 cap del Servei de Música de la Generalitat de Catalunya.
L'any 2007 fou guardonat amb la Medalla d'Honor del Parlament de Catalunya, juntament amb els components de Els Setze Jutges.
El novembre de 2018, Edicions de 1984 publica Què volen aquesta gent? Llegat poètic que recull els seus poemaris Com el mar (1962) i Torno a salpar (2004) així com el llibre inèdit Figures en assaig, amb edició literària i pròleg de Glòria Soler Giménez.